# Bistričica
Bistričica este o localitate din comuna Kamnik, Slovenia, cu o populație de 255 de locuitori.